# Église San Francesco a Ripa
L'église San Francesco a Ripa  est une église romaine située dans le quartier Trastevere sur la Piazza san San Francesco a Ripa. Elle fut construite au XVIIe siècle et dédiée à saint François d'Assise. Elle doit sa notoriété au fait qu'elle abrite une importante sculpture du Bernin : l'Extase de la bienheureuse Ludovica Albertoni.

## Historique
Les premières mentions de l'église datent du XIe siècle où un édifice est construit près de Ripa Grande, et dépendant d'un hôpital voisin. À la mort de François d'Assise et après sa visite à Rome à l'hôpital voisin en 1229, l'église lui est dédiée.
Dans l'église serait enterré Antonino da Patti, vénérable franciscain. L'édifice actuel est le fruit de la complète reconstruction par Onorio Longhi du corps du bâtiment en 1603 et par Mattia de Rossi de la façade en 1681-1701.
Depuis 1960, l'église est le siège du titre cardinalice San Francesco d'Assisi a Ripa Grande.

## Architecture et ornements

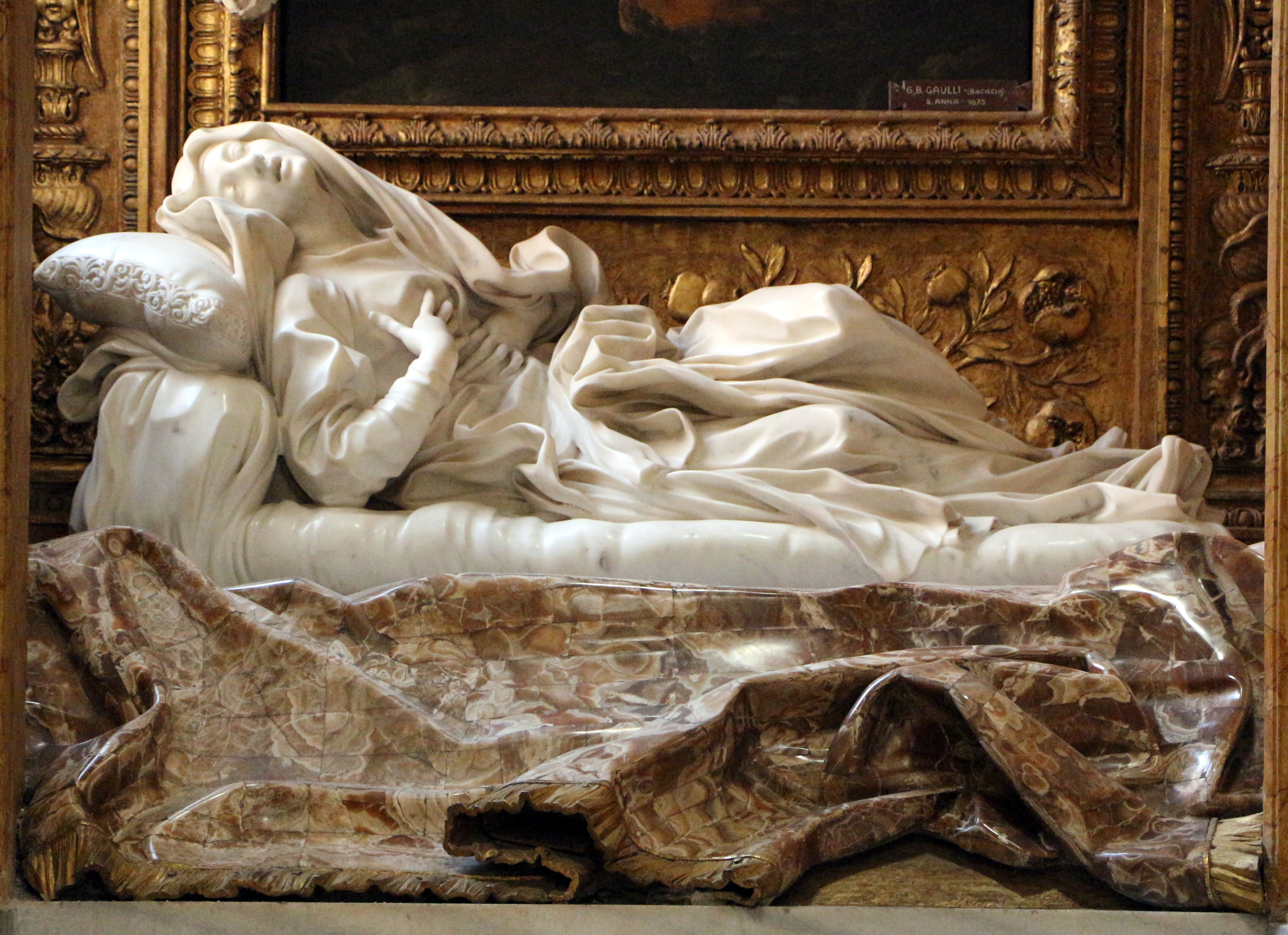
Extase de Ludovica Albertoni (1675) du Bernin.

L'église possède une importante statue en marbre du Bernin sculptée entre 1671 et 1675 pour le cardinal Paluzzi, neveu de Clément X, et intitulée Extase de la bienheureuse Ludovica Albertoni.
Parmi les autres œuvres importantes figurent les sculptures en marbre coloré de Nicola Michetti et Ludovico Rusconi Sassi. Dans la sacristie se trouve un San Francesco, tableau attribué à Margaritone d'Arezzo.

## Sources et références
1. ↑  (it)  Carolina Miceli, Biblioteca francescana di Palermo Dizionario universale delle scienze ecclesiastiche, Francescanesimo e cultura nelle province di Caltanissetta ed Enna, p.300, n. 13

- (it) Cet article est partiellement ou en totalité issu de l’article de Wikipédia en italien intitulé « Chiesa di San Francesco a Ripa » (voir la liste des auteurs).